# محوطه یعقوب‌آباد ۵
محوطه یعقوب آباد ۵ مربوط به دوران‌های تاریخی پس از اسلام است و در شهرستان بوئین‌زهرا، روستای بعقوب آباد واقع شده و این اثر در تاریخ ۱۰ مهر ۱۳۸۰ با شمارهٔ ثبت ۴۱۱۹ به‌عنوان یکی از آثار ملی ایران به ثبت رسیده است.